# Olivier d'Ormesson
Olivier Lefèvre d'Ormesson (Biarritz, 5 agosto 1918 – Ouzouer-sur-Trézée, 24 ottobre 2012) è stato un politico francese, deputato nazionale, europarlamentare nella I e II legislatura ed ex presidente del Centro Nazionale degli Indipendenti e dei Contadini.

## Biografia
Figlio del diplomatico conte Wladimir d'Ormesson e di Conchita de Malo y Zayas-Bazán, una nobildonna spagnola, è il nipote di Olivier Gabriel d'Ormesson, già ambasciatore in Grecia e in Belgio, e il cugino dello scrittore e accademico di Francia Jean d'Ormesson. Membro del ramo cadetto della famiglia Le Fèvre d'Ormesson, nota fin dal XV secolo, portò il titolo di conte d'Ormesson.
Nel 1942 sposò Claude-Joachime de Surian de Bras, figlia del marchese Gustave de Surian, ufficiale dell'esercito francese.
Dopo gli studi presso lÉcole supérieure des sciences économiques et commerciales (ESSEC, promozione 1938), divenne consigliere tecnico del Figaro e nel 1974 direttore generale del Figaro agricole. Membro del Centro Nazionale degli Indipendenti e dei Contadini, fu sindaco di Ormesson-sur-Marne dal 1947 al 1998. Inoltre fu delegato dell'assemblea generale dei sindaci della regione di Parigi dal 1964 al 1976, deputato all'Assemblea nazionale dal 1958 al 1962 ed eurodeputato per l'Unione per la Democrazia Francese tra il 1979 e il 1984. 
Nel 1984 Olivier d'Ormesson fu una delle personalità della destra francese, come Bruno Chauvierre, Guy Le Jaouen e Michel de Rostolan, a promulgare lo sdoganamento del Fronte Nazionale. Entrato egli stesso a far parte del partito di Jean-Marie Le Pen come eurodeputato, fu presidente del gruppo dell'Eurodestra a Strasburgo. Entrato in conflitto con Le Pen, uscì dal partito nel 1989, rientrando prima nel CNI e poi, sotto la sigla di La droite indépendante, nel Movimento per la Francia di Philippe de Villiers. Nel 1990 si pronunciò pubblicamente contro il trattato di Amsterdam. Ritiratosi a vita privata, morì il 24 ottobre 2012 a 94 anni.

## Pubblicazioni
- François Valentin : 1909-1961. Préface de Henri Massis, Berger-Levrault Nancy, 1964.
- Savimbi Demain la liberté. Avec Yves Bréhéret] et Édouard Sablier. Préf. de Jacques Soustelle, Nouvelles Éditions Latines, 1988. ISBN 978-2-7233-0384-2
- L'escadron de Ségonzac. Préf. du général Lafontaine, postface de Patrice Dunoyer de Segonzac. Nouvelles Éditions Latines, 2001. ISBN 978-2-7233-2029-0